# Bucsányi Gyula
Bucsányi Gyula (Nyitra, 1877 v. 1878 – Budapest, 1945. február 5.) főorvos, egészségügyi tanácsos, szakíró.

## Élete
Nyitrán a katolikus gimnáziumban tanult, majd a 19. század végén a budapesti Királyi Magyar Tudomány Egyetem orvoskarára iratkozott be, ahol 1900-ban végzett. 1901-ben segédorvossá nevezték ki a János kórházba, majd 1903 őszén Budán, a Krisztina körúton magánrendelőt nyitott.
Már kezdő orvos kora óta foglalkozott a természetes gyógymódokkal. Az első orvos volt Magyarországon, aki a napkúrát mint gyógyító tényezőt ajánlotta. Tanulmányúton járt Bledben és Nápolyban, ahol más medikusokkal kísérletezett a napfény gyógyhatásaival kapcsolatban.
Kutatásai nyomán, 1907-ben a Nap gyógyhatásáról jelent meg műve. (Ezt a szakművét állítólag németre is lefordították.) A következő évben, 1908-ban a nemzetközi orvoskongresszuson „A napfény a seb gyógyulásánál” című előadásával keltett feltűnést.
Az I. világháborúban mint ezredorvos szolgált, és ezért több kitüntetésben részesült. Számos könyvet írt.
1945 februárjában, a háborús ostrom alatt elszenvedett sérülése következtében hunyt el.

## Művei
- Az idült betegségekben szenvedők kézikönyve; Ádám Ny., Bp., 1905
- A napfény gyógyhatása és a napfürdő; Ádám Ny., Bp., 1907
- Természetes élet és gyógymód; Légrády Ny., Bp., 1911
- A napfény gyógyhatása és a napfürdő; 3., bőv. kiad.; Légrády, Bp., 1913
- Természetes táplálkozás és gyógyhatása; Légrády, Bp., 1916
- A napfény gyógyhatása és a napfürdő; 4. bőv. kiad.; Légrády, Bp., 1918
  - horvátul: Sunčanje i liječenje suncem (Zágráb, 1922)
- Természetes élet- és gyógymód; 3. bőv. kiad.; Légrády, Bp., 1919
- A gyermekek természetes élet- és gyógymódja; Légrády, Bp., 1919
- A természetes testápolás; Pfeifer, Bp., 1924
- Az érelmeszesedés természetes gyógyítása; Attila Ny., Bp., 1926
- A nyers diéta mint természetes gyógytényező; Novák Rudolf, Bp., 1929
- Az érelmeszesedés természetes megelőzése, gyógyítása és kezelése; Novák, Bp., 1933 k.
- Természetes gyógymód és táplálkozás; Novák, Bp., 1933
- Napfürdőzés és napfény gyógyhatása; Novák, Bp., 1935
- Az érelmeszesedés természetes megelőzése, gyógyítása és kezelése; 2. jav. kiad.; Novák, Bp., 1937
- A cukorbetegség természetes gyógyítása; Novák Rudolf, Bp., 1938
- Koplalókúra és részkoplalás. A test és lélek megújhodásának természetes útja; Novák Rudolf, Bp., 1939
- Egészséges nyerskoszt és nyers diéta, mint természetes gyógytényező; Novák Rudolf, Bp., 1939
- Bucsányi Gyula könyvei alapján: A természetes gyógymód alapfogalmai; Kongorácz Ny., Törökszentmiklós, 1941
- A szervek pihentetése, mint természetes gyógymód; Kongorácz Ny., Törökszentmiklós, 1941
- A 36. sz. kóreset.; Dante, Bp., 1942
- Az idegbajok természetes gyógymódja; Magyar Vegetárius Egyesület, Bp., 1943 (Természetes élet könyvtára)